# 15318 Innsbruck
15318 Innsbruck eller 1993 KX1 är en asteroid i huvudbältet som upptäcktes den 24 maj 1993 av den amerikanska astronomen Carolyn S. Shoemaker vid Palomar-observatoriet. Den är uppkallad efter den österrikiska staden Innsbruck.
Asteroiden har en diameter på ungefär 6 kilometer och den tillhör asteroidgruppen Phocaea.